# Pilomantis fusca
Pilomantis fusca är en bönsyrseart som beskrevs av Giglio-tos 1915. Pilomantis fusca ingår i släktet Pilomantis och familjen Iridopterygidae. Inga underarter finns listade i Catalogue of Life.